# Osches
Osches ist eine französische Gemeinde mit 59 Einwohnern (Stand: 1. Januar 2022) im Département Meuse in der Region Grand Est (vor 2016: Lothringen). Sie gehört zum Arrondissement Verdun und zum Kanton Dieue-sur-Meuse. 

## Geographie
Osches liegt etwa 16 Kilometer südwestlich von Verdun. Umgeben wird Osches mit den Nachbargemeinden Vadelaincourt im Norden, Lemmes im Nordosten, Souilly im Osten und Süden sowie Ippécourt im Westen.

## Geschichte
Osches bildete zusammen mit Lemmes, Senoncourt-les-Maujouy und Vadelaincourt von 1973 bis 1984 die Gemeinde Les Quatre-Vents.

## Bevölkerungsentwicklung
| Jahr                       | 1962 | 1968 | 1975 | 1982 | 1990 | 1999 | 2006 | 2011 | 2019 |
| Einwohner                  | 52   | 50   | (31) | 41   | 45   | 44   | 90   | 97   | 56   |
| Quellen: Cassini und INSEE |      |      |      |      |      |      |      |      |      |

## Sehenswürdigkeiten
- Kirche Saint-Martin aus dem 18. Jahrhundert